# Edificio Confitería La Americana

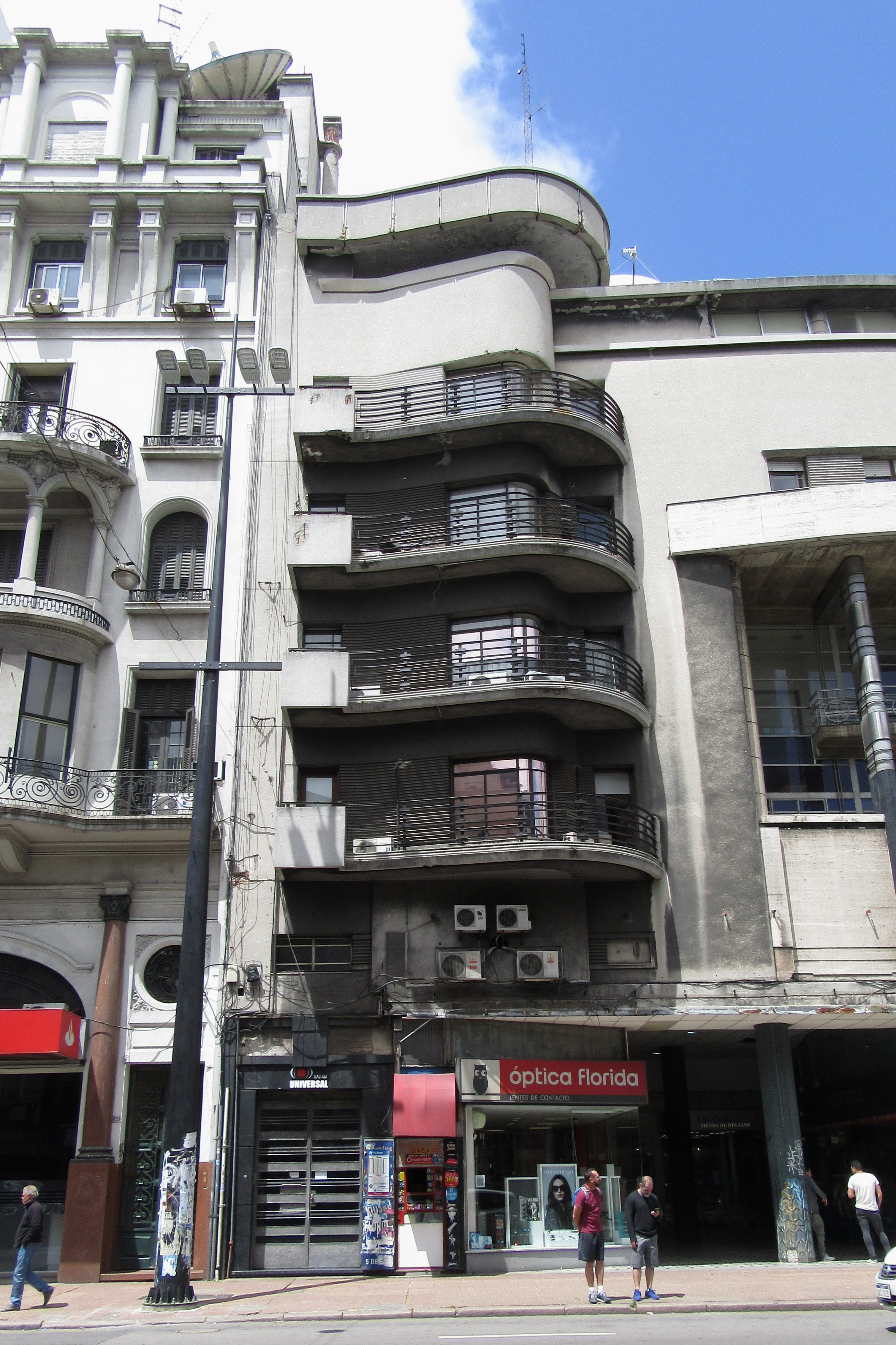
Edificio Confitería La Americana

Das Edificio Confitería La Americana ist ein Bauwerk in der uruguayischen Landeshauptstadt Montevideo.
Das 1937 errichtete Gebäude befindet sich im Barrio Centro an der Avenida 18 de Julio 1216–1220 zwischen den Straßen Zelmar Michelini und Carlos Quijano. Für den Bau zeichneten die Architekten E. Carlomagno, A. Bouza und E. González Fruniz verantwortlich. In der ursprünglichen Konzeption diente es als Wohn-Appartementhaus und beherbergte eine Confitería. Mittlerweile hält es Büroräumlichkeiten, eine Einkaufspassage und kirchliche Räume vor. Das Gebäude wird der modernen Architektur mit ausdrucksvoller Linienführung zugeordnet.
Seit 1995 ist das Edificio Confitería La Americana als Bien de Interés Municipal klassifiziert.